# Olympische Sommerspiele 1980/Teilnehmer (Dänemark)
| Gelbes Symbol für Goldmedaillen mit stilisierten Olympischen Ringen | Graues Symbol für Silbermedaillen mit stilisierten Olympischen Ringen | Braundes Symbol für Bronzemedaillen mit stilisierten Olympischen Ringen |
| ------------------------------------------------------------------- | --------------------------------------------------------------------- | ----------------------------------------------------------------------- |
| 2                                                                   | 1                                                                     | 2                                                                       |

Dänemark nahm an den Olympischen Sommerspielen 1980 in Moskau mit einer Delegation von 58 Athleten (55 Männer und 3 Frauen) an 30 Wettkämpfen in 13 Sportarten teil.
Vor dem Hintergrund einer teilweisen Unterstützung des von den USA angeführten Boykotts der Olympischen Sommerspiele 1980 trat Dänemark unter der olympischen Flagge anstelle seiner Nationalflagge an.
Die dänischen Sportler gewannen zwei Gold-, eine Silber- und zwei Bronzemedaillen. Im Medaillenspiegel der Spiele platzierte sich Dänemark damit auf dem 16. Platz. Olympiasieger wurden der Sportschütze Kjeld Rasmussen im Skeet sowie die Segler Valdemar Bandolowski, Erik Hansen und Poul Høj Jensen in der Bootsklasse Soling.

## Teilnehmer nach Sportarten

### Boxen
- Jesper Garnell
Leichtgewicht: im Achtelfinale ausgeschieden

- Ole Svendsen
Weltergewicht: in der 1. Runde ausgeschieden

- Michael Madsen
Halbschwergewicht: im Viertelfinale ausgeschieden

### Fechten
Männer
- Annie Madsen
Florett: 32. Platz

### Gewichtheben
- Erling Johansen
Halbschwergewicht: 12. Platz

### Handball
Männer
- 9. Platz
Anders Dahl-Nielsen
Bjarne Jeppesen
Carsten Haurum
Erik Bue Pedersen
Hans Henrik Hattesen
Iver Grunnet
Michael Berg
Mogens Jeppesen
Morten Stig Christensen
Ole Nørskov Sørensen
Palle Jensen
Per Skaarup
Poul Kjær Poulsen
Thomas Pazyj

### Kanu
Männer
- Hans Christian Lassen
Einer-Canadier 1000 m: im Vorlauf ausgeschieden

### Leichtathletik
Männer
- Jens Smedegaard Hansen
400 m: im Halbfinale ausgeschieden

- Jørn Lauenborg
Marathon: Rennen nicht beendet

### Radsport
- Henning Jørgensen
Straßenrennen: 31. Platz

- Verner Blaudzun
Straßenrennen: 42. Platz

- Allan Jacobsen
Straßenrennen: Rennen nicht beendet

- Per Sandahl Jørgensen
Straßenrennen: Rennen nicht beendet

- Per Kærsgaard Laursen
Mannschaftszeitfahren: 10. Platz

- Michael Marcussen
Mannschaftszeitfahren: 10. Platz

- Jesper Worre
Mannschaftszeitfahren: 10. Platz

- Jørgen Vagn Pedersen
Mannschaftszeitfahren: 10. Platz

- Henrik Salée
Bahn Sprint: 5. Platz

- Bjarne Sørensen
Bahn 1000 m Zeitfahren: 8. Platz

- Hans-Henrik Ørsted
Bahn 4000 m Einerverfolgung: Bronze

### Ringen
- Kaj Jægergaard Hansen
Weltergewicht, griechisch-römisch: in der 2. Runde ausgeschieden

- Svend Erik Studsgaard
Schwergewicht, griechisch-römisch: 8. Platz

### Rudern
Männer
- Michael Jessen
Zweier ohne Steuermann: im Finale nicht angetreten

- Erik Christiansen
Zweier ohne Steuermann: im Finale nicht angetreten

- Reiner Modest
Doppelvierer: 9. Platz

- Per Rasmussen
Doppelvierer: 9. Platz

- Morten Espersen
Doppelvierer: 9. Platz

- Ole Bloch Jensen
Doppelvierer: 9. Platz

Frauen
- Lise Justesen
Einer: 9. Platz

### Schießen
- Henning Clausen
Kleinkalibergewehr Dreistellungskampf 50 m: 9. Platz
Kleinkalibergewehr liegend 50 m: 25. Platz

- Finn Danielsen
Kleinkalibergewehr Dreistellungskampf 50 m: 17. Platz

- Kjeld Rasmussen
Skeet: Gold

- Ole Justesen
Skeet: 10. Platz

### Schwimmen
Frauen
- Susanne Nielsson
100 m Brust: Bronze 
200 m Brust: 4. Platz

### Segeln
- Lasse Hjortnæs
Finn-Dinghy: 13. Platz

- Jens Christensen
Star: 5. Platz

- Morten Nielsen
Star: 5. Platz

- Jacob Bojsen-Møller
Flying Dutchman: 6. Platz

- Jørgen Bojsen-Møller
Flying Dutchman: 6. Platz

- Peter Due
Tornado: Silber

- Per Kjærgaard Nielsen
Tornado: Silber

- Valdemar Bandolowski
Soling: Gold

- Erik Hansen
Soling: Gold

- Poul Høj Jensen
Soling: Gold

### Wasserspringen
Männer
- Claus Thomsen
10 m Turmspringen: 10. Platz